# Rhododendron suaveolens
Rhododendron suaveolens är en ljungväxtart som beskrevs av Herman Otto Sleumer. Rhododendron suaveolens ingår i släktet rododendron, och familjen ljungväxter. Utöver nominatformen finns också underarten R. s. roseum.